# Harvey Gates
Harvey Harris Gates (Oahu, 19 de gener de 1894 - Los Angeles, 4 de novembre de 1948) va ser un guionista i actor de cinema mut estatunidenc.

## Filmografia parcial
- I Was Meant for You (1913)
- Lord John's Journal (1915)
- Three Fingered Jenny (1916)
- Her Defiance (1916)
- The Three Godfathers (1916)
- The Jackals of a Great City (1916)
- The Committee on Credentials (1916)
- For the Love of a Girl (1916)
- The Edge of the Law (1917)
- Hell Morgan's Girl (1917)
- Society's Driftwood (1917)
- Bull's Eye (1917)
- A Rich Man's Darling (1918)
- The Wine Girl (1918)
- Madame Spy (1918)
- A Broadway Scandal (1918)
- The Marriage Lie (1918)
- The Wicked Darling (1919)
- Ravished Armenia (1919)
- The Midnight Man (1919)
- The Exquisite Thief (1919)
- The Face in the Watch (1919)
- West Is Best (1920)
- The Screaming Shadow (1920)
- Masked (1920)
- The Fightin' Terror (1920)
- Blue Streak McCoy (1920)
- The Fighting Lover (1921)
- Action (1921)
- A Daughter of the Law (1921)
- Belle of Alaska (1922)
- Red Courage (1921)
- The Fire Eater (1921)
- The Sting of the Lash (1921)
- Headin' West (1922)
- Environment (1922)
- The Golden Gallows (1922)
- Man Under Cover (1922)
- The Drug Traffic (1923)
- Sawdust (1923)
- Merry-Go-Round (1923)
- The Six-Fifty (1923)
- The Clean Up (1923)
- The Fighting American (1924)
- The Slanderers (1924)
- Behind the Curtain (1924)
- One Glorious Night (1924)
- The Breathless Moment (1924)
- The Flaming Forties (1924)
- Soft Shoes (1925)
- Beyond the Border (1925)
- Silent Sanderson (1925)
- The Crimson Runner (1925)
- The Bad Lands (1925)
- The Barrier (1926)
- Driftin' Thru (1926)
- Life of an Actress (1927)
- The Brute (1927)
- The Black Diamond Express (1927)
- The Bush Leaguer (1927)
- Brass Knuckles (1927)
- Rinty of the Desert (1928)
- Across the Atlantic (1928)
- The Terror (1928)
- Say It with Songs (1929)
- The Desert Song (1929)
- The Forward Pass (1929)
- Thus is Life (1930)
- What a Man! (1930)
- Sky Raiders (1931)
- Hell Divers (1931)
- Madame Racketeer (1932)
- The County Fair (1932)
- O'Shaughnessy's Boy (1935)
- Werewolf of London (1935)
- The Voice of Bugle Ann (1936)
- Luck of Roaring Camp (1937)
- Navy Secrets (1939)
- Fugitive at Large (1939)
- Let's Get Tough (1942)
- Black Dragons (1942)
- 'Neath Brooklyn Bridge (1942)
- Northwest Trail (1945)